# Bari International Film Festival 2014
La cinquième édition du Bari International Film Festival s'est déroulée du 5 avril au 12 avril 2014 au Théâtre Petruzzelli à Bari. Elle accueillit 70 000 spectateurs.
Les Opportunistes de Paolo Virzi sort grand vainqueur du festival, avec 5 prix remportés.

## Jurys

### JuryPanorama international
Le jury du public pour la section Panorama international est composé de 30 spectateurs et présidé par l'écrivain et réalisateur Francesco Bruni et attribue le Prix Mario Monicelli en 2014, qui récompense le meilleur réalisateur.

### JuryItaliaFilmFest

#### Documentaires
Le jury de la section ItaliaFilmFest / Documentaires est composé de 30 spectateurs et présidé par le critique d'art et documentariste Achille Bonito Oliva et attribue le prix Vittorio De Seta au réalisateur du meilleur film documentaire. 

#### Longs métrages
Le jury de la section ItaliaFilmFest / Longs métrages, par le Syndicat national des critiques de cinéma italien (SNCCI), est composé de Valerio Caprara, Paolo D'Agostini, Piera Detassis, Fabio Ferzetti, Anton Giulio Mancino, Paolo Mereghetti, Montini Franco, Sergio Naitza et Silvana Silvestri, et examinera les 11 films italiens de la saison 2013-2014 (pas premier ou deuxième) choisis par la direction artistique de la BIF&ST.

#### Premiers films
Le jury de la section ItaliaFilmFest / Premiers et deuxièmes films est constitué de 30 spectateurs et présidé par Giuliano Montaldo. Il s'occupe de l'attribution du prix Francesco Laudadio. 

### Section indépendante de l'Archipel
Le jury de la section indépendante de l'Archipel est composé de 30 spectateurs et présidé par le producteur Nicola Giuliano. Il s'occupe de l'attribution du prix Michelangelo Antonioni, décerné au réalisateur du meilleur court métrage.

## Hommages et rétrospectives
- Gian Maria Volonte : à l'occasion du vingtième anniversaire de sa mort, projet conjoint avec le Gian Maria Volontec Festival, qui propose des films et des documentaires ;
- Massimo Troisi : hommage avec la projection du film Morte Troisi, viva Troisi !, pour le vingtième anniversaire de sa mort ;
- Carlo Mazzacurati : hommage avec la projection du film La sedia della felicità, dirigé par celui qui est décédé en janvier 2014 ;
- Paolo Sorrentino : hommage avec la projection de quatre films réalisés par le réalisateur napolitain ;
- Sergio Castellitto : hommage avec la projection de quatre films de l'acteur romain ;
- Cristina Comencini : hommage avec la projection de quatre films réalisés par la réalisatrice romaine ;
- Ugo Gregoretti : hommage avec la projection de quatre films réalisés par le réalisateur romain ;
- Luis Bacalov : hommage avec la projection de quatre films du compositeur italien ;
- Andrea Camilleri : hommage avec la projection de documentaires, des interviews et des films liés à l'écrivain sicilien ;
- Carlo Lizzani : hommage avec la projection du court métrage La Carlo partisane. Souvenirs d'un maître de film résistant de Roberto Leggio, en mémoire du réalisateur décédé en octobre 2013 ;
- Luciano Vincenzoni : hommage avec la projection du film documentaire Le faux menteur de Claudio Costa, en mémoire de scénariste décédé en Septembre 2013. Depuis cette année, le prix du meilleur scénario se nomme Prix Luciano Vincenzoni.

## Projections d'avant-premières
- Noé de Darren Aronofsky (5 avril) ;
- The Grand Budapest Hotel de Wes Anderson (6 avril) ;
- Triple alliance de Nick Cassavetes (7 avril) ;
- War Story de Mark Jackson (8 avril) ;
- The Invisible Woman de Ralph Fiennes (9 avril) ;
- L'amour est un crime parfait d'Arnaud et Jean-Marie Larrieu (10 avril) ;
- Le Vieux qui ne voulait pas fêter son anniversaire de Felix Herngren (11 avril) ;
- Apprenti Gigolo de John Turturro (12 avril).

## PrixFederico Fellinipour l'excellence cinématographique et artistique
- Paolo Sorrentino, récompensé le 6 avril ;
- Sergio Castellitto, récompensé le 7 avril ;
- Cristina Comencini, récompensée le 8 avril ;
- Ugo Gregoretti, récompensé le 9 avril pour son excellence artistique ;
- Luis Bacalov, récompensé le 10 avril ;
- Michael Radford, récompensé le 11 avril ;
- Andrea Camilleri, récompensé le 12 avril pour son excellence artistique.

## Palmarès
| Prix                                                    | Attribué à                                        | Pour                                                                        |
| ------------------------------------------------------- | ------------------------------------------------- | --------------------------------------------------------------------------- |
| Prix Franco Cristaldi                                   | Gianluca Arcopinto (it)                           | L'amministratore de Vincenzo Marra La mia classe de Daniele Gaglianone (en) |
| Prix Mario Monicelli                                    | Paolo Virzi                                       | Les Opportunistes                                                           |
| Prix Tonino Guerra                                      | Antonio Morabito                                  | Il venditore di medicine                                                    |
| Prix Luciano Vincenzoni                                 | Francesco Bruni, Francesco Piccolo et Paolo Virzi | Les Opportunistes                                                           |
| Prix Vittorio Gassman                                   | Fabrizio Gifuni                                   | Les Opportunistes                                                           |
| Prix Anna Magnani                                       | Valeria Golino                                    | Comme le vent                                                               |
| Prix Alberto Sordi                                      | Carlo Buccirosso                                  | Song'e Napule (it)                                                          |
| Prix Alida Valli                                        | Matilde Gioli                                     | Les Opportunistes                                                           |
| Prix Ennio Morricone                                    | Pivo et Aldo De Scalzi                            | Song'e Napule (it)                                                          |
| Prix Giuseppe Rotunno                                   | Gherardo Gossi                                    | Comme le vent                                                               |
| Prix Dante Ferretti                                     | Giancarlo Basili                                  | L'intrépide                                                                 |
| Prix Roberto Perpignani                                 | Cecilia Zanuso                                    | Les Opportunistes                                                           |
| Prix Piero Tosi                                         | Maria Rita Berbera                                | Ton absence                                                                 |
| Prix du meilleur réalisateur international              | Zaza Urushadze                                    | Tangerines                                                                  |
| Prix Michelangelo Antonioni                             | Alessandro Stevanon                               | America                                                                     |
| Prix Vittorio De Seta                                   | Vito Cardaci                                      | L'albero di Giuda                                                           |
| Prix Francesco Laudadio du meilleur premier film        | La mafia tue seulement en été                     |                                                                             |
| Prix Francesco Laudadio du meilleur nouveau réalisateur | Paolo Zucca                                       | L'arbitre                                                                   |

## Mention spéciale
Mention spéciale au court-métrage Gli Uraniani de Gianni Gatti.